# Александровка (Рогачёвский район)
Алекса́ндровка (бел. Аляксандраўка) — деревня в Старосельском сельсовете Рогачёвского района Гомельской области Беларуси.
На востоке граничит с лесом.

## География

### Расположение
В 17 км на север от районного центра и железнодорожной станции Рогачёв (на линии Могилёв — Жлобин), 138 км от Гомеля.

### Гидрография
На западе мелиоративные каналы.

## Транспортная сеть
Транспортные связи по просёлочной, затем автомобильной дороге Старое Село — Рогачёв. Планировка состоит из короткой прямолинейной улицы, близкой к меридиональной ориентации. Деревянные крестьянские усадьбы по одной стороне улицы.

## История
По письменным источникам известна с конца XIX века как селение в Кистенёвской волости Рогачёвского уезда Могилёвской губернии. В 1909 году 465 десятин земли. Наиболее активная застройка велась в 1920-е годы. В 1931 году жители вступили в колхоз. Согласно переписи 1959 года в составе совхоза «Прогресс» (центр — деревня Щибрин).

## Население

### Численность
- 2004 год — 2 хозяйства, 2 жителя.

### Динамика
- 1909 год — 13 дворов, 97 жителей.
- 1925 год — 37 дворов.
- 1959 год — 89 жителей (согласно переписи).
- 2004 год — 2 хозяйства, 2 жителя.